# Camargue

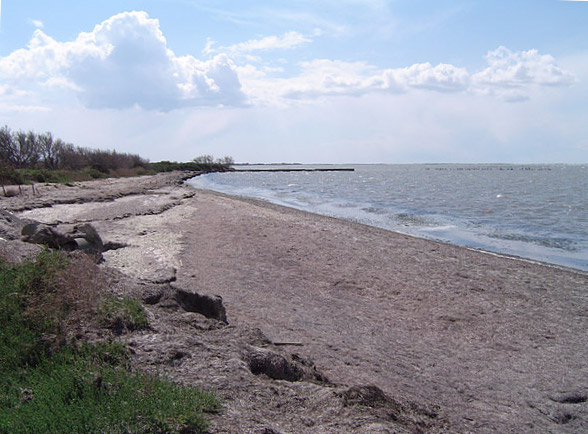
Vùng bờ biển ở Camargue

Camargue (Phát âm tiếng Pháp: [ka.maʁg]) là khu vực nằm ở phía nam của Arles, Đông nam nước Pháp, giữa biển Địa Trung Hải và hai nhánh sông ở vùng hạ lưu sông Rhône. Hai nhánh sông đó là Grand Rhône và Petit Rhône.
Về hành chính, khu vực xã Saintes-Maries-de-la-Mer và Port-Saint-Louis-du-Rhône thuộc Bouches-du-Rhône, ngoài ra là một số vùng đầm lầy nhỏ ở phía tây của Petit Rhône gọi là little Camargue thuộc Gard.
Khu vực là một vùng đất ngập nước quan trọng tầm quốc tế trong Công ước Ramsar.

## Địa lý

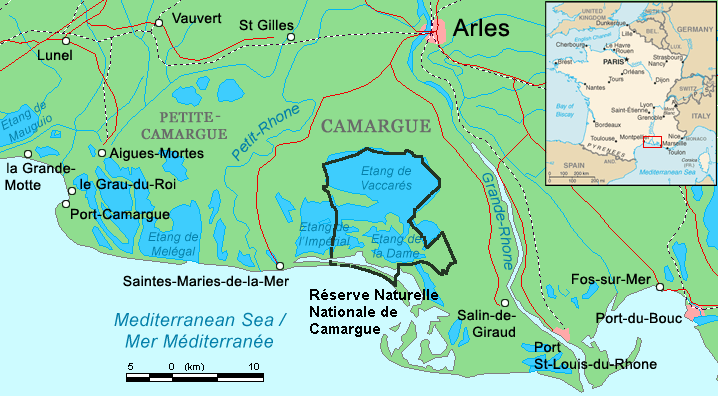
Bản đồ vùng Camargue

Khu vực có diện tích hơn 930 km², là vùng đồng bằng sông lớn nhất Tây Âu. Đó là một đồng bằng rộng lớn bao gồm các đầm phá mặn, ao hồ bị chia cắt bởi các bãi cát và bao quanh bởi các đầm lầy đầy lau sậy. Đây là khu vực có diện tích canh tác lớn. Trong năm 2008, nó được hợp nhất tạo thành Công viên thiên nhiên vùng Camargue, nơi bảo vệ các loài chim hoang dã cùng với hệ thiên nhiên ngập nước đa dạng.

## Động thực vật
Camargue là nhà của hơn 400 loài chim. Các đầm lầy cũng là một môi trường sống cho nhiều loài côn trùng, đặc biệt là muỗi.  Vùng cũng nổi tiếng với chăn thả gia súc bao gồm bò Camargue và ngựa Camargue.
Hệ thực vật của Camargue đặc biệt thích nghi với khu vực đất ven biển như hoa oải hương, Salicornia, cùng với lau sậy và tuyết tùng.
Công viên thiên nhiên vùng Camargue được thành lập như một khu bảo tồn thiên nhiên vào năm 1970 với diện tích 820 km² bảo vệ các loài thực vật, động vật cùng khu vực lịch sử của vùng.

## Kinh tế

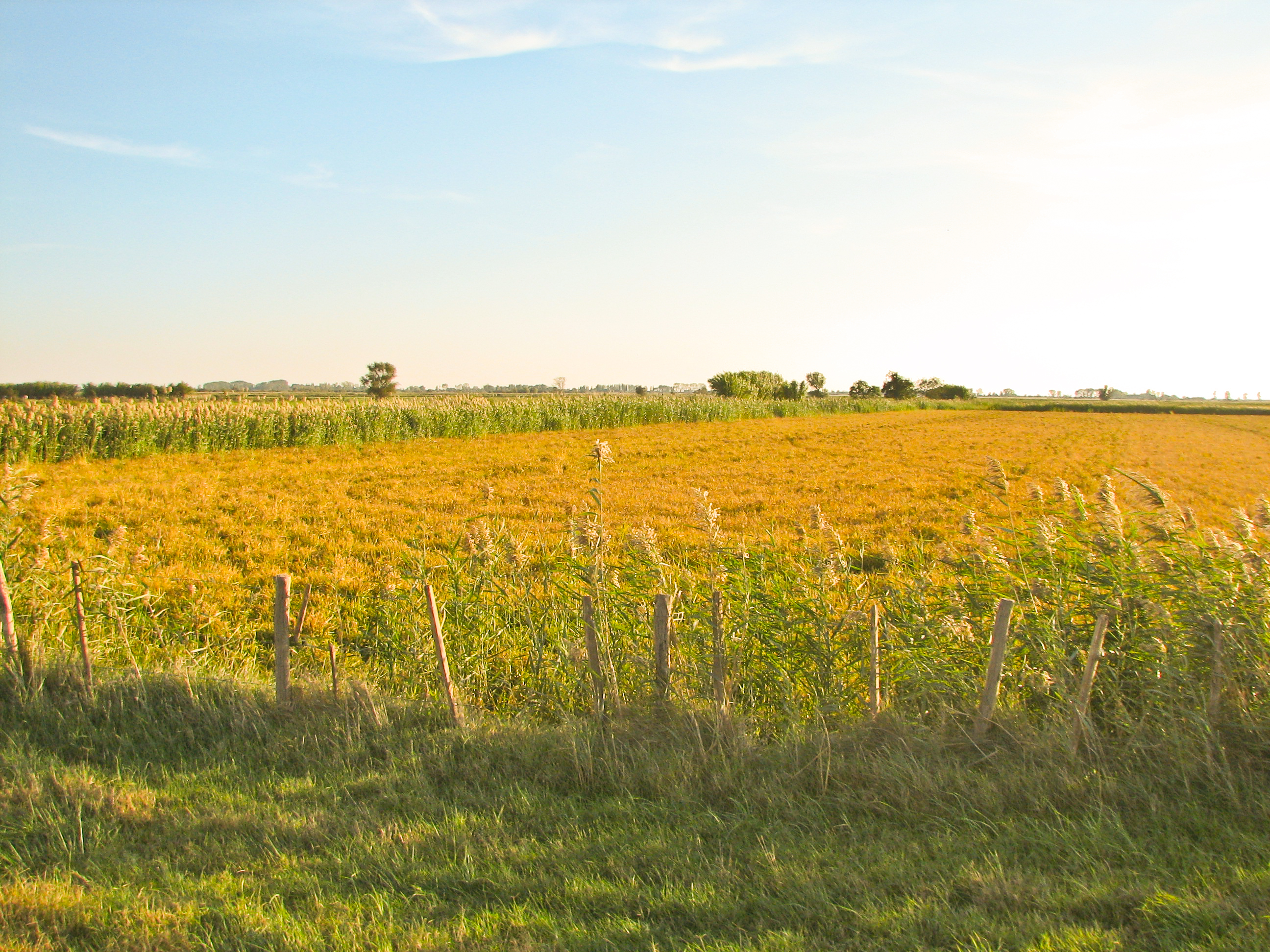
Cánh đồng ngũ cốc ở Camargue

Khu vực được xây dựng các hệ thống thoát nước, đê điều trở thành vùng trồng các loại ngũ cốc, nho, nhất là lúa gạo, sản xuất muối lớn của Pháp. Việc chăn thả gia súc cũng là thế mạnh của vùng với những loài như bò, cừu và đặc biệt là giống ngựa Camargue trắng nổi tiếng.
Camargue có vị trí thuận lợi cho cảng biển.
Trong những năm gần đây, người ta đã xây dựng những con đập, đê biển nhưng tình trạng lũ lụt vẫn xảy ra ở Camargue.

## Đóng góp của người Việt cho Camargue
Tháng 9, 1939, hơn 20 nghìn người nông dân Việt Nam đã bị cưỡng bức sang Pháp để làm việc phục vụ cho chiến tranh thế giới thứ 2. Và đó cũng là những người đầu tiên biến cây lúa từ cây cỏ dại thành cây lương thực vùng Camargue mang lại giá trị cho nông dân Pháp ngày nay "Lúa giúp những nhà sản xuất ở vùng Camargue trở nên giàu có. Chất lượng gạo vùng này nổi tiếng, thậm chí còn vượt trội gạo của Ý và Tây Ban Nha".

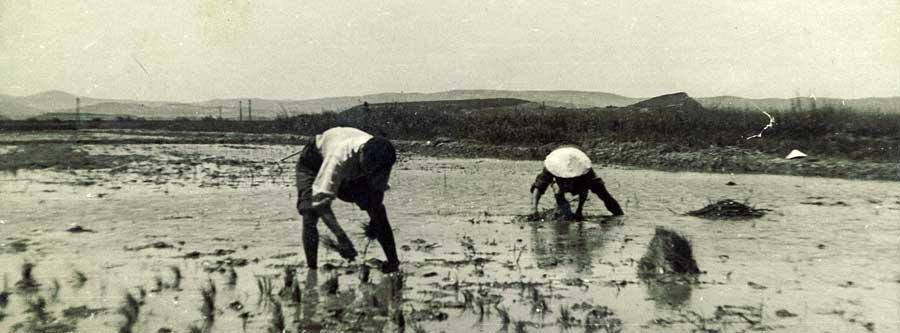

Bằng ngòi bút để lật lại quá khứ mà chính người Pháp đã muốn quên, 1 nhà báo Pierre Daum đã giúp những người nông dân Việt Nam được vinh danh và được dựng tượng tưởng niệm trên đất Pháp, nhưng liệu khi nhớ về họ, người Pháp có nhớ nông dân Việt Nam đã phải làm việc như lao động khổ sai, nơi ở thì như nhà tù, lương bằng 1/10 lao động bình thường nhưng chỉ được trả 1 nửa, 1 nửa bị nhà nước giữ.